# Zigósporo

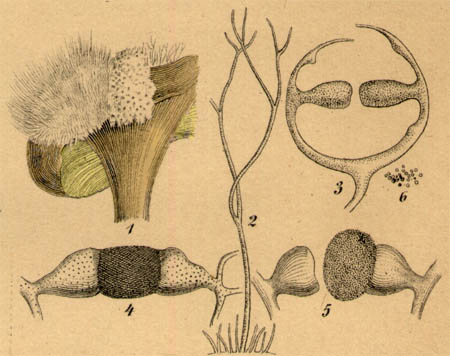
Formação de um zigósporo

O zigósporo é o produto da reprodução sexuada nos fungos Zygomycota. É o zigoto resultante da fusão dos núcleos de duas hifas mutuamente compatíveis e fica encerrado num corpo de parede espessa, por vezes ornamentada, o zigosporângio.
Em condições ambientais favoráveis, neste corpo forma-se um esporangióforo, dentro do qual se formam os meiósporos (por meiose do zigósporo).